# Fed Cup 2006 World Group Play-offs
I World Group Play-offs Fed Cup 2006 sono i principali play-off della Fed Cup 2006. Ad essi partecipano le 4 squadre sconfitte nel primo turno del World Group e le 4 squadre vincitrici del World Group II incrociandosi in scontri ad eliminazione diretta. Le 4 squadre vincenti i play-offs avranno il diritto a partecipare al World Group del prossimo anno e lottare quindi per la conquista della Fed Cup 2007, mentre le perdenti retrocedono nel World Group II.

## World Group Play-offs
Perdenti del 1º turno del World Group I 2006: Austria, Francia, Germania e Russia

Vincenti del 1º turno del World Group II 2006 : Cina, Croazia, Repubblica Ceca e Giappone
| PLAY-OFFS (Giocato dal 15 al 16 luglio)                                                       |                                                                                   | |
| Vincitori competono nel World Group I 2007 Perdenti competono nel World Group II 2007         |                                                                                   | |
| Giappone Akiko Morigami Ai Sugiyama Aiko Nakamura Akiko Morigami Shinobu Asagoe / Ai Sugiyama | 5 - 0 (77–6(3), 6-0) (7-5, 6-1) (6-2, 7-5) (6-2, 6-3) (6-3, 1-6, 6-1)             | Austria Barbara Schwarz Melanie Klaffner Barbara Schwarz Nikola Hofmanova Melanie Klaffner / Barbara Schwarz   |
| Francia Tatiana Golovin Nathalie Dechy Tatiana Golovin Severine Bremond / Tatiana Golovin     | 3 - 2 (1-6, 6-3, 9-11) (5-7, 6-3, 9-7) (2-6, 3-6) (6-2, 6-1) (6-4, 77–6(2))       | Repubblica Ceca Nicole Vaidisova Lucie Šafářová Nicole Vaidisova Lucie Šafářová Iveta Benesova / Květa Peschke |
| Cina Na Li Jie Zheng Na Li Tian-Tian Sun Zi Yan / Jie Zheng                                   | 4 - 1 (6-3, 6-4) (6-4, 7-5) (7-5, 7-5) (6-4, 3-6, 3-6) (6-3, 6-4)                 | Germania Kristina Barrois Kathrin Woerle Tatiana Malek Kristina Barrois / Jasmin Wöhr                          |
| Croazia Ivana Lisjak Sanja Ančić Karolina Sprem Sanja Ančić Ivana Lisjak / Matea Mezak        | 2 - 3 (26(7)–7, 36(7)–7) (3-6, 5-7) (1-6, 3-6) (77–6(5), 6-2) (3-6, 77–6(3), 6-2) | Russia Anna Čakvetadze Elena Dement'eva Vera Dushevina Anna Čakvetadze / Elena Vesnina                         |